# Nianganfoix
Nianganfoix ist eine Siedlung im Parish Saint Andrew im Zentrum von Grenada.

## Geographie
Die Siedlung liegt im Inselinnern, oberhalb des Tales des Balthazar Rivers auf ca. 198 m Höhe. Im Umkreis liegen die Siedlungen Morne Longue, Castaigne und Lower Capitol. 
Der umgebende Wald steht im Mount St. Catherine Forest Reserve unter Naturschutz.